# AmeriCorps

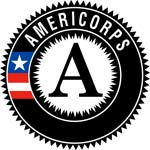
AmeriCorps Logo (bis 2020)

AmeriCorps ist ein US-amerikanisches zivilgesellschaftliches Wohlfahrts-Dachprogramm der Bundesregierung der Vereinigten Staaten.
Es wird von Stiftungen, Unternehmen und anderen Spendern unterstützt, um bürgerschaftliches Engagement und berufliche Qualifizierung zu fördern.
Die Mitglieder, die wie Beamte vereidigt werden, verpflichten sich auf Vollzeit- oder Teilzeitbasis, in gemeinnützigen Organisationen und Behörden Aufgaben in den Bereichen Bildung, Gesundheitsfürsorge, Öffentliche Sicherheit und Umweltschutz, d. h. in verschiedenen Programmen, zu übernehmen. Im Inland wird das AmeriCorps als ein Friedenskorps angesehen. Es beschäftigt jedes Jahr mehr als 75.000 Amerikaner in intensiven Diensten.
AmeriCorps ist eine Initiative der Corporation for National and Community Service (CNCS), die auch das Senior Corps beaufsichtigt beziehungsweise das zuvor finanzierte Learn and Serve America beaufsichtigte.
AmeriCorps wurde unter Präsident Bill Clinton durch das im Jahr 1993 beschlossene National and Community Service Trust Act (Gesetz) unter Einbeziehung von VISTA (Volunteers in Service to America) und des National Civilian Community Corps (NCCC) geschaffen. Das AmeriCorps State and National gewährt Hunderten von lokalen Organisationen in den Vereinigten Staaten Zuschüsse.
Das Programm wurde im Jahr 1994 zum ersten Mal in Betrieb genommen und im Laufe der Zeit erweitert. Ab 2012 nahmen jährlich über 80.000 Freiwillige teil. Den Mitgliedern erhalten finanzielle Entschädigung in Form von Zulagen für die Lebenshaltungskosten, Stundung von Studentenkrediten sowie öffentliche Darlehen. Eine interne Studie ergab, dass die Teilnahme an AmeriCorps den Aktivismus der Bürger und ihre Zugehörigkeit zur Gemeinde stärke und die Wahrscheinlichkeit steigerte, dass die Mitglieder eine Laufbahn im öffentlichen Dienst einschlagen.

## AmeriCorps Programme

### AmeriCorps VISTA
Das AmeriCorps VISTA (Volunteers in Service to America – Freiwillige im Dienste Amerikas) wurde 1965 als inländische Version des Peace Corps gegründet. Das Programm wurde in AmeriCorps integriert und in AmeriCorps VISTA umbenannt.
VISTA vermittelt geschulte Vollzeitmitglieder an gemeinnützige Organisationen sowie Öffentliche Einrichtungen, um vor Ort die Ziele des AmericaCorps umzusetzen.

### AmeriCorps NCCC
Das National Civilian Community Corps (NCCC) des AmeriCorps ist ein Ganztags-Team-Programm für Männer und Frauen im Alter von 18 bis 24 Jahren. Die Mitglieder arbeiten an einem der fünf regionalen Standorte in den USA (Baltimore; Vicksburg, Vinton, Denver und Sacramento). Jeder Campus konzentriert sich auf seine Region, Mitglieder dürfen allerdings in Fällen nationaler Krisen auch in andere Gebiete reisen. Ehemalige Standorte befanden sich in Washington, D.C.; Charleston, San Diego und Perry Point (Maryland).

### AmeriCorps State and National

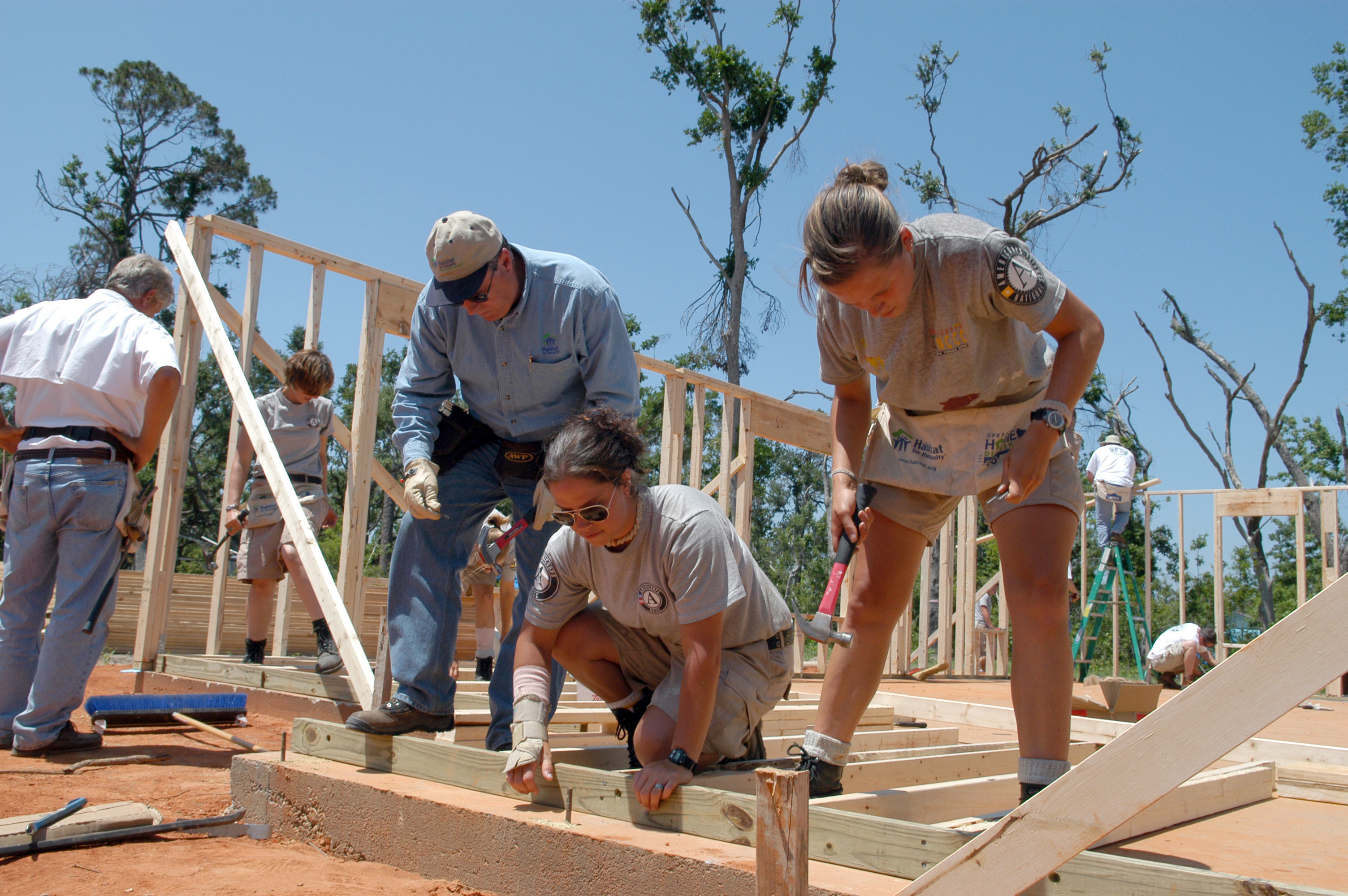
Volontäre des AmeriCorps in Mississippi

AmeriCorps State and National ist das größte der AmeriCorps-Programme und gewährt Zuschüsse für lokale Gemeinden, religiöse Organisationen, Hochschulen und öffentliche Einrichtungen. Zuschüsse unterstützen diese Gruppen bei der Rekrutierung, Schulung und Vermittlung von AmeriCorps-Mitgliedern, um den Bedürfnissen der Bevölkerung in den Bereichen Bildung, öffentliche Sicherheit, Gesundheit und Umwelt gerecht zu werden. Der AmeriCorps State arbeitet durch Service Commissions in jedem Bundesstaat, wie z. B. Volunteer Florida und die Mississippi Commission for Volunteer Service. South Dakota ist der einzige Staat ohne Service Commission. Die Service Commission jedes Staates vergibt durch jährliche Stipendienwettbewerbe Finanzmittel von der Corporation für nationale und gemeinnützige Zwecke an Organisationen in ihren Staaten. Tausende Organisationen im ganzen Land haben seit Beginn des Programms Zuschüsse von AmeriCorps State and National erhalten.
Mitglieder der AmeriCorps State and National engagieren sich für die Organisationen, für die sie tätig sind, im direkten Dienst, z. B. beim Nachhilfeunterricht oder beim Hausbau, und beim Anwerben von neuen potentiellen Mitgliedern. Nach erfolgreichem Abschluss ihrer Amtszeit erhalten AmeriCorps State and National-Mitglieder möglicherweise einen Bildungspreis von bis zu 5.750 US-Dollar. Der Education Award kann für zusätzliche College- oder Graduiertenkurse oder für bestehende Studentendarlehen verwendet werden. Vollzeit-Mitglieder absolvieren in der Regel 1.700 Stunden im Laufe von 11 Monaten. Diese Mitglieder erhalten während ihrer Amtszeit zusätzlich eine Zulage für den Lebensunterhalt, die Gesundheit und Kinderbetreuung.

## Teilnehmende Organisationen
Laut der AmeriCorps-Website haben seit der Gründung von AmeriCorps im Jahr 1993 mehr als 250.000 Menschen in jedem Bundesstaat gedient. Einige der Programme, Organisationen und Institutionen, die mit AmeriCorps zusammenarbeiten, umfassen Communities In Schools, Jumpstart for Young Children, Student Conservation Association, College Forward. Public Allies, YMCA, International Rescue Committee, Scouting America, Big Brothers Big Sisters, Habitat for Humanity, American Red Cross, Teach For America, FoodCorps und Minnesota Reading Corps, Notre Dame Mission Volunteers und Girl Scouts of the USA.
Laut einer im Jahr 2007 von der Corporation for National and Community Service veröffentlichten Studie gab eine Mehrheit der AmeriCorps-Alumni an, Lebens- und Berufsfähigkeiten wie Führung, Teamarbeit, Zeitmanagement und praktische Erfahrung erworben zu haben.